# Stripped (Christina Aguilera)
Stripped je drugi studijski album američke pop pjevačice Christine Aguilere. Objavljen je 29. listopada 2002. godine. Dospio je na drugo mjesto ljestvica u SAD-u i Ujedinjenom Kraljevstvu. Dva singla s albuma, "Dirrty" i "Beautiful", bili su na prvim mjestima ljestvice u Ujedinjenom Kraljevstvu. Aguilera je promoviraka album turnejama  Justified/Stripped Tour i Stripped World Tour po Sjevernoj Americi, Europi, Aziji i Australiji.
S ovim albumom, Aguilera je preuzela kreativnu kontrolu nad projektom prvi put, pod utjecajima mnogih različitih subjekata i glazbenih stilova kao što su R&B, gospel, soul, pop rock i hip hop. Surađivala je u pisanju četrnaest pjesama i uključila se u produkciju albuma, a glavni producenti albuma su Scott Storch i Linda Perry.
Tijekom promocije albuma, Aguilerino pojavljivanje u javnosti jako je kritizirano u SAD-u, zbog njenih seksualnih spotova i golišavih outfita. 
Aguilera je dobila četiri nominacije za nagradu Grammy u kategorijama Najbolja pop suradnja s vokalima (Best Pop Collaboration with Vocals) za pjesme "Dirrty" i "Can't Hold Us Down", najbolji pop vokalni albuma  (Best Pop Vocal Album) i pjesma godine ("Beautiful"), a nagradu je dobila za najbolji ženski pop vokalni nastup (Best Female Pop Vocal Performance) za pjesmu "Beautiful". Diljem svijeta prodano je preko 13 milijuna primjeraka albuma. Album je 23. najprodavaniji albuma 2000-tih u SAD-u.

## Popis pjesama
| 1.    | »Stripped Intro«                          |                                                                  |                      | 1:39 |
| 2.    | »Can't Hold Us Down« (featuring Lil' Kim) | Christina Aguilera, Scott Storch, Matt Morris                    | Storch               | 4:15 |
| 3.    | »Walk Away«                               | Aguilera, Storch, Morris                                         | Storch               | 5:47 |
| 4.    | »Fighter«                                 | Aguilera, Storch                                                 | Storch               | 4:05 |
| 5.    | »Primer Amor Interlude«                   |                                                                  |                      | 0:53 |
| 6.    | »Infatuation«                             | Aguilera, Storch, Morris                                         | Storch               | 4:17 |
| 7.    | »Loves Embrace Interlude«                 |                                                                  |                      | 0:46 |
| 8.    | »Loving Me 4 Me«                          | Aguilera, Storch, Morris                                         | Storch               | 4:36 |
| 9.    | »Impossible«                              | Alicia Keys                                                      | Keys                 | 4:14 |
| 10.   | »Underappreciated«                        | Aguilera, Storch, Morris                                         | Storch               | 4:00 |
| 11.   | »Beautiful«                               | Linda Perry                                                      | Perry                | 3:58 |
| 12.   | »Make Over«                               | Aguilera, Perry                                                  | Perry                | 4:12 |
| 13.   | »Cruz«                                    | Aguilera, Perry                                                  | Perry                | 3:49 |
| 14.   | »Soar«                                    | Aguilera, Heather Holley, Rob Hoffman                            | Holley & Hoffman     | 4:45 |
| 15.   | »Get Mine, Get Yours«                     | Aguilera, Balewa Muhammad, David Siegel, Steve Morales           | Morales              | 3:44 |
| 16.   | »Dirrty« (featuring Redman)               | Aguilera, Dana Stinson, Muhammad, Reginald Noble, Jasper Cameron | Rockwilder, Aguilera | 4:58 |
| 17.   | »Stripped Pt. 2«                          |                                                                  |                      | 0:45 |
| 18.   | »The Voice Within«                        | Aguilera, Glen Ballard                                           | Ballard              | 5:04 |
| 19.   | »I'm OK«                                  | Aguilera, Perry                                                  | Perry                | 5:18 |
| 20.   | »Keep on Singin' My Song«                 | Aguilera, Storch                                                 | Storch               | 6:29 |
| 77:34 |                                           |                                                                  |                      |      |

- Južnoamerička izdanja albuma Stripped (osim brazilskih) ne sadrže pjesmu "Get Mine, Get Yours", nego je umjesto nje španjolska inačica pjesme, "Dame Lo Que Yo Te Doy" ("Give Me What I Give You"). Pojavljuje se i na B-strani CD singla za "Beautiful".
- Kinesko izdanje ne sadrži pjesmu "Get Mine, Get Yours" zbog striktnih kineskih zakona cenzire, ali umjesto toga ima drugačiji omot i sve tekstove pjesama i na engleskom i na kineskom jeziku.[7]

Novozelndsko limitirano izdanje - bonus DVD
1. "Genie In a Bottle" (spot)
2. "What a Girl Wants" (spot)
3. "I Turn to You" (spot)
4. "Come On Over (All I Want Is You)" (spot)
5. "Dirrty" (spot)
6. "Beautiful" (spot)
7. "Fighter" (spot)
8. "Can't Hold Us Down" (spot)
9. "The Voice Within" (spot)

## Top ljestvice
| Top ljestvica (2002. / 03.) | Najviša pozicija |
| --------------------------- | ---------------- |
| Australija                  | 7                |
| Austrija                    | 10               |
| Belgija (Flandrija)         | 7                |
| Belgija (Valonija)          | 46               |
| Kanada                      | 3                |
| Danska                      | 5                |
| Nizozemska                  | 3                |
| Europa                      | 3                |
| Francuska                   | 49               |
| Njemačka                    | 6                |
| Grčka                       | 22               |
| Mađarska                    | 39               |
| Italija                     | 16               |
| Novi Zeland                 | 5                |
| Norveška                    | 10               |
| Švedska                     | 13               |
| Švicarska                   | 9                |
| Ujedinjeno Kraljevstvo      | 2                |
| SAD Billboard 200           | 2                |

| Država                 | Izdavači | Certifikacija      |
| ---------------------- | -------- | ------------------ |
| Argentina              | CAPIF    | 2 puta; Platinasta |
| Australija             | ARIA     | 4 puta; Platinasta |
| Austrija               | IFPI     | Platinasta         |
| Brazil                 | ABPD     | Gold               |
| Kanada                 | CRIA     | 4 puta; Platinasta |
| Europa                 | IFPI     | 3 puta; Platinasta |
| Njemačka               | IFPI     | Platinasta         |
| Mađarska               | MAHASZ   | Platinasta         |
| Meksiko                | AMPROFON | Gold               |
| Novi Zeland            | RIANZ    | 3 puta; Platinasta |
| Norveška               | IFPI     | Platinasta         |
| Španjolska             | AFYVE    | Gold               |
| Švedska                | IFPI     | Platinasta         |
| Švicarska              | IFPI     | Platinasta         |
| Ujedinjeno Kraljevstvo | BPI      | 5 puta; Platinasta |
| SAD                    | RIAA     | 4 puta; Platinasta |

## Povijest objavljivanja
| Država                 | Datum               | Izdavač     |
| ---------------------- | ------------------- | ----------- |
| Italija                | 26. listopada 2002. | RCA Records |
| Švedska                | 26. listopada 2002. | RCA Records |
| Ujedinjeno Kraljevstvo | 26. listopada 2002. | RCA Records |
| Njemačka               | 28. listopada 2002. | RCA Records |
| Danska                 | 28. listopada 2002. | RCA Records |
| Australija             | 28. listopada 2002. | RCA Records |
| Hong Kong              | 28. listopada 2002. | RCA Records |
| Španjolska             | 28. listopada 2002. | RCA Records |
| Francuska              | 29. listopada 2002. | RCA Records |
| SAD                    | 29. listopada 2002. | RCA Records |
| Japan                  | 29. listopada 2002. | RCA Records |
| Kanada                 | 29. listopada 2002. | RCA Records |
| Rusija                 | 29. listopada 2002. | RCA Records |

8. prosinca 2008. – britansko reizdanje s DVD-om Stripped Live in the UK.